# Ludvig den Tyske
Ludvig den Tyske (tysk: Ludwig der Deutsche) (804 – 28. august 876 i Frankfurt am Main) var den første konge af Det Østfrankiske Rige, en forgænger for nutidens Tyskland, fra 843 til 876. Fra 870 var han også konge i Lothringen.
Ludvig den Tyske anses for at være det tyske riges grundlægger. Navnet Tyskland blev dog almindeligt først over 100 år efter hans død, og Ludvig fik først tilnavnet den Tyske mange år efter, at han var død. Han regnes for at have været en stærk hersker, støttet af kirken.

## Biografi
Ludvig var tredje søn af Ludvig den Fromme og dennes første gemalinde Irmingard af Hespengau. I 817 blev han underkonge i Bayern og de østlige områder, men blev vred, da hans områder blev reducerede ved delingene i 829, 832 og 839. Efter faderens død i 840 allierede han sig med sin bror Karl den Skaldede mod storebroderen Lothar 1. I Slaget ved Fontenay i 841 slog de Lothar. Det tvang ham til at gå med til en deling af riget, og efter vanskelige forhandlinger blev delingen beseglet med Traktaten i Verdun i 843. Ved forliget fik Ludvig landet på højre side af Rhinen, med undtagelse af Frisland. På venstre bred fik han de tre bispedømmer Mainz, Worms og Speyer.
Efter Lothar 2. af Lothringen's død overtog han 22. januar 870 den østlige del af Lothringen ved delingsoverenskomsten i Meerssen. Ved samme lejlighed fik han tilkendt Köln og Trier.
Han og hans gemalinde Hemma efterlod sig tre sønner og tre døtre. Af de tre sønner lod han i 865 Karloman overtage styret over Bayern, mens Karl den Tykke og Ludvig den Unge fik Franken og Sachsen.
Ludvig den Tyske døde i 876 og blev bisat i klosteret Lorisch.

## Eksterne links
- Wikimedia Commons har flere filer relateret til Ludvig den Tyske

| Ludvig den TyskeKarolingerneFødt: 804 Død: 28. august 876 |                            |                                                        |
| Titler som regent                                         |                            |                                                        |
| Foregående: Ludvig den Fromme som konge af Frankerne      | Konge af Bayern 817–843    | Efterfølgende: Karloman                                |
| Foregående: Ludvig den Fromme som konge af Frankerne      | Konge i Østfranken 843–876 | Efterfølgende: Ludvig den Yngre (som konge af Sachsen) |
| Foregående: Ludvig den Fromme som konge af Frankerne      | Konge i Østfranken 843–876 | Efterfølgende: Karl den Tykke (som konge af Schwaben)  |